# 丸和運輸機関
株式会社丸和運輸機関（まるわうんゆきかん、英: MARUWA UNYU KIKAN CO.,LTD.）は、埼玉県吉川市の東埼玉テクノポリス内に本社を置く物流企業である。持株会社のAZ-COM丸和ホールディングス株式会社（アズコムまるわホールディングス、英: AZ-COM MARUWA Holdings Inc.）が東証プライム市場に上場している。

## 概要
社名の「丸和」は、和佐見勝の屋号である「丸」と苗字の一字である「和」からつけられた。また、社名に「機関」を付けた会社は上場会社では丸和運輸機関のみであるが、これは業界の中心、成長のエンジンとして躍進する志を込めた命名とされている。
サービスのブランド名は桃太郎便（AZ-COM・ももたろうびん）である。そのため同社のトラック車両には桃太郎のイラストが描かれており、このイラストは本社ビルの屋上看板にも掲げられている。またコーポレートカラーにピンク（桃色）を採用し、同社グループのドライバー制服やバス車両などにもピンク色を使用している。
流通業出身である経験を生かし、スーパーマーケットやドラッグストアを主要な荷主としており、特にネットスーパーの個人宅配業務については全国的にもトップクラスの実績を誇る。
ロジスティクス企業として「常温物流」「食品物流」「医療・医薬物流」を三本柱としている。また新卒教育に力を入れ、社内に「丸和ロジスティクス大学」を併設して協力会社を含めた社員の教育を行っている。
中小の物流会社を支援するシステムとして「AZ-COM丸和・支援ネットワーク」（AZ-COMネット）を発足させ、これにより車両・燃料等の物品共同購買、集荷集車支援、支払サイトの短縮等を行い、中小物流会社とともに成長を目指す方針を表明している。

## 歴史
創業者で初代社長の和佐見勝は、結核にかかった母の治療のため中学校卒業後に青果店で修業し、19歳で独立、千葉県習志野市で青果仲買業を営んでいた。
しかし、1970年に和佐見が連帯保証人となったことにより全財産を失いを青果店を廃業した際、残ったトラック1台で運送業を開始したのが創業とされる。数年後には100台以上のトラックを抱えるようになり、また後には物流の一部業務の請負も開始した。
その後、1990年の物流二法（貨物運送取扱事業法・貨物自動車運送事業法）、1992年の中小企業流通業務効率化促進法（中小物流法）の施行に伴い、物流業に本格的に進出、物流センターの運営も請け負う「物流フルライン一括システム」を開発した。その頃に拡大戦略を取っていたマツモトキヨシと連携し、マツモトキヨシの自社物流化を図るとともに、預託在庫化を行いコストを削減した。マツモトキヨシグループの子会社であるマツモトキヨシ東日本販売のロジスティクス部門「アズコム北関東Mk共配センター」（栃木県足利市名草下町に所在）は、丸和運輸機関が全面的に手掛けている。
1993年には関西の地場運送会社を買収して西日本へ進出し、1995年には滋賀県、1997年には京都府の生活協同組合と提携し、2003年には滋賀県と京都府に3温度帯（常温・冷蔵・冷凍）の物流センターを建設した。
2017年にはアマゾンジャパン合同会社と提携し、Amazonの商品配送を受託する協力会社「デリバリープロバイダ」としての事業を開始。2022年5月時点ではAmazonの「デリバリープロバイダ」最大手の一社と報じられるまでにシェアを広げ、前2021年3月期の売上高1,121億円のうち、23.4%がAmazon関連を占めるに至った。
2022年10月1日付で持株会社制へ移行し、株式会社丸和運輸機関が「AZ-COM丸和ホールディングス株式会社」へ商号変更して純粋持株会社となった上で、会社分割により同年4月22日付で設立された「丸和運輸機関分割準備株式会社」が、10月1日付で「株式会社丸和運輸機関（2代）」へ商号変更した上で事業を承継した。

### 沿革
- 1970年1月 - 創業者の和佐見勝が運送業を開始。
- 1973年8月 - 有限会社丸和運輸機関を設立。
- 1978年10月 - 株式会社丸和運輸機関に組織変更。
- 1993年
  - 7月 - 昭和通運株式会社（現「丸和通運」）を子会社化。
  - 12月 - 株式会社関西丸和サービス（現「関西丸和ロジスティクス」）を子会社化。
- 1997年
  - 1月20日 - 子会社として株式会社ジャパンタローズを設立[21][22]。
  - 8月 - 子会社として株式会社東北丸和サービス（現「東北丸和ロジスティクス」）を設立。
- 2002年4月 - 子会社として四国丸和ロジスティクス（現「中四国丸和ロジスティクス」）を設立。
- 2004年10月 - 子会社として株式会社アズコムデータセキュリティを設立。
- 2005年10月 - 子会社として株式会社九州丸和ロジスティクスを設立。
- 2006年4月 - 本社を東埼玉テクノポリス内（現在地）へ移転[23]。
- 2008年
  - 3月 - 株式会社ジャパンクイックサービス、株式会社北海道丸和ロジスティクスを完全子会社化。
  - 12月 - 関西丸和ロジスティクスが京都府綾部市にバス事業所を開設[24]。京丹タクシー株式会社（福知山市）から引き継ぎ[25]、綾部市コミュニティバス「あやべ市民バス」を運行受託[23][26][注釈 1]。
- 2014年4月 - 東京証券取引所市場第二部に上場。
- 2015年
  - 4月 - 東京証券取引所市場第一部に指定替え。
  - 4月 - AZ-COMネット開始。
  - 4月 - 関西丸和ロジスティクスが、バス事業所を綾部事業所へ統合[24]。
- 2017年 - アマゾンジャパン合同会社と提携し、Amazonの「デリバリープロバイダ」事業を開始[18]。
- 2022年
  - 3月 - 東京証券取引所市場第一部に上場しているファイズホールディングス株式会社を子会社化[28]。
  - 4月22日 - 持株会社制への移行準備のため、丸和運輸機関分割準備株式会社を設立[20]。
  - 9月30日 - 同日付で日本物流開発株式会社を買収し完全子会社化[29]。
  - 10月 - 持株会社制へ移行[20]。丸和運輸機関分割準備株式会社を丸和運輸機関（2代）へ商号変更し事業承継[20]。
- 2024年
  - 5月2日 - 同日から同年6月19日までの間、完全子会社化を目的として、C&Fロジホールディングスの株式公開買付け（TOB）を実施[30][31]。
  - 6月20日 - C&Fロジホールディングスに対するTOBが不成立になったことを発表した[32]。

## 系列会社
- ジャパンタローズ - バス事業者
- 北海道丸和ロジスティクス
- 東北丸和ロジスティクス
- 関西丸和ロジスティクス - 綾部事業所内にバス事業所を有する[24]
- 中四国丸和ロジスティクス
- 九州丸和ロジスティクス
- 丸和通運
- ジャパンクイックサービス
- アズコムデータセキュリティ
- アズコムビジネスサポート
- 日本ロジスティクス研究所
- NS丸和ロジスティクス
- ファイズホールディングス - 2022年子会社化
- 日本物流開発株式会社 - 2022年子会社化

## 不祥事

### 関西丸和ロジスティクスの労働安全衛生法違反
2016年12月29日、子会社の関西丸和ロジスティクスの自社物流センター内で、高所荷役作業中に転落事故が発生し従業員が重傷を負った労働災害について、労働基準監督署の調査の結果、高所作業時の危険防止策に不備があったとして、翌2017年3月23日付で労働安全衛生法違反の疑いで、丸和運輸機関および同社従業員1名が京都地方検察庁に書類送検され、同社は翌日付ニュースリリースでこの事実を発表した。丸和運輸機関グループでは労基署の調査に全面的に協力するとともに、今回の事態を重大に受け止めグループ全体での安全衛生管理の見直しと整備を行い再発防止策を講じるとした。

### Amazonデリバリープロバイダでの労基法違反
上記のとおり、丸和運輸機関はAmazonの「デリバリープロバイダ」として大きな地位を占めているが、これに関して2022年1月、春日部労働基準監督署は、丸和運輸機関からAmazonの商品宅配を業務委託された個人事業主ドライバーについて「丸和運輸機関から指揮命令を受けており事実上の雇用関係にある」として、個人事業主ドライバーの労働者性を認め、同社に対し労働基準法違反で是正勧告していたことが報じられた。春日部労基署は同社がAmazonの宅配を委託している個人ドライバーが、その労働形態から「同社の労働者にあたる」と認め、労働基準法で定められた労使協定（三六協定）を結ばずに1日8時間の法定労働時間を超えて時間外労働させたとして是正勧告を出した。同社は個人事業主ドライバーと1日あたりの固定料金で業務委託していたが、同社のピンク色の制服を着用させ、配送ルートを指定するなどしたほか、事務管理料の名目で報酬の一部を天引きするなどしており、こうした実態から春日部労基署では「企業が指揮命令しており事実上の雇用関係にあたる」と認め、労働基準法が適用されるとし、丸和運輸機関に対して改善内容をまとめた報告書の提出を求めた。丸和運輸機関はこの是正勧告に対し、当初は「労働者性は認められない」と雇用関係を否定していたが、春日部労基署との協議の結果、同社広報担当者は「是正勧告を受け入れ指摘点を改善して報告書も提出した」と述べた。
宅配業界では人手不足から個人事業主ドライバーへの業務委託が増加しているが、それを実質上の雇用関係と認めた上で違法とする認定が下されたのは異例で、物流業界全体に影響が波及する可能性もあると報じられた。そのため今回の違法認定と是正勧告について、物流業界の側からは「増え続ける個人事業主ドライバーが宅配物流を支える中、現行法が実態に合わなくなっており、時代に合った法整備が望まれる」との意見もある。またAmazonの「デリバリープロバイダ」業務を請け負う他社は、この問題を報じた読売新聞の取材に応じ「社員として雇用したくとも荷主からはコストカットを求められる上、時期により荷物量の変動が激しく業務委託に頼らざるを得ない。また業務委託でも安全確保のため会社から一定の指示は必要」と述べ、Amazonの「下請け」でもある運送会社の苦しい立場を述べた。